# COSO

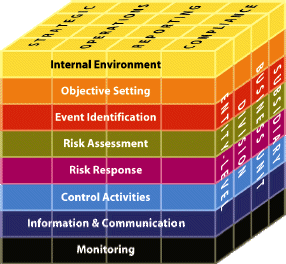
O modelo COSO exemplificado por meio de seu conhecido cubo

O COSO® (Committee of Sponsoring Organizations of the Treadway Commission) é uma organização privada criada nos EUA em 1985 para prevenir e evitar fraudes nos procedimentos e processos internos da empresa.
Inicialmente criada como National Commission on Fraudulent Financial Reporting (em português: Comissão Nacional sobre Fraudes em Relatórios Financeiros), essa comissão era formada por representantes das principais associações de classes de profissionais ligados à área financeira. O primeiro objeto de estudo da comissão foram os controles internos das empresas. Essa comissão posteriormente tornou-se um comitê e passou a se chamar COSO - Committee of Sponsoring Organizations of the Treadway Commission (em português: Comitê das Organizações Patrocinadoras da Comissão Treadway).
O COSO é uma organização sem fins lucrativos, dedicada a melhoria dos relatórios financeiros, sobretudo pela aplicação da ética e efetividade na aplicação e cumprimento dos controles internos e é patrocinado pelas cinco das principais associações de classe de profissionais ligados à área financeira nos EUA.
Em decorrência da globalização e padronização internacional das técnicas de auditoria, as recomendações da COSO, relativas aos controles internos, bem como seu cumprimento e observância, são amplamente praticados e tidos como modelo e referência no Brasil e na maioria dos países.